# ロイ・ジェルミ
ロイ・ジェルミ（Roy Gelmi、1995年3月1日 - ）は、スイス・バッサースドルフ出身のサッカー選手。FCヴィンタートゥール所属。ポジションはDF。

## 経歴
2020年1月31日、FCトゥーンからエールディヴィジのVVVフェンローに2019-20シーズン終了までレンタルされた。
2020年5月21日、VVVフェンローに2年契約で完全移籍した。